# Базилевич, Аким Владимирович
Аким Владимирович Базилевич (1904 — 1942) — начальник Особого отдела Брянского фронта, старший майор государственной безопасности (1941).

## Биография
В 1940 начальник Особого отдела 7-й армии. С 13 февраля 1941 начальник 3-го отдела НКВД Московского военного округа. С 19 июля 1941 заместитель начальник особого отдела НКВД Южного фронта. С 24 декабря 1941 до 1 января 1942 начальник Особого отдела НКВД Брянского фронта. Погиб в авиакатастрофе.

### Звания
- майор;
- полковник;
- майор государственной безопасности, 04.02.1939;[3]
- старший майор государственной безопасности, 19.07.1941.